# Vlado Milošević
Vlado Milošević (en serbio: Владо Милошевић; 1901-1990) fue un compositor y etnomusicólogo bosnio de Bania Luka, Bosnia y Herzegovina. Su ciudad natal, Banja Luka, celebra anualmente un festival musical que lleva el nombre del compositor.
Asistió a la escuela primaria y gimnazija en Banja Luka. Estudió historia y geografía en Belgrado, luego en Zagreb, y terminó sus estudios de música (pedagogía). Enseñó en Banja Luka y Niš, y posteriormente trabajó en el Museo de Bosanska Krajina, y dirigió el coro de la Sociedad Serbia de Canto (SPD) "Jedinstvo" ("Unidad").
Junto con Draga Bukinac y Dragan Šajnović, en 1934, cofundó la Escuela de Música en Bania Luka. En 1946, por sugerencia de Jaroslav Plecitiju, Milošević fue nombrado administrador de la escuela.
En 1953, recibió su primer premio importante de la Unión de Compositores, por "Canciones de Zmijanje", con 20.000 dinares. Fue elegido miembro de la Academia de las Artes y las Ciencias. Ese año, dictó una conferencia "Sobre las Artes Musicales" para estudiantes y profesores de la Escuela de Música. Fue su despedida de la institución, pero siguió trabajando con colegas como Mujo Karabegović y Marko Tajčević.
Su último trabajo fue en el Museo de Bosanska Krajina, hoy Museo de la República Srpska. La escuela primaria y secundaria de música de Banja Luka lleva su nombre en su honor.
Los últimos años de Milošević transcurrieron en una de las villas de la actual calle Rey Petar I Karađorđević, Banja Luka, donde se encuentra la sala conmemorativa de Milošević.